# Efteling
Efteling är det största och mest populära nöjesfältet i Nederländerna, och ett av de ledande i Europa. Efteling ligger i byn Kaatsheuvel (kommun Loon op Zand), öppnades 1952 och är en av de äldsta temaparkerna i världen. 

## Historik
Under 1960-talet inriktade sig parken mestadels på familjer med barn upp till 12 år, men sedan slutet av 1970-talet utvecklades den till ett nöjesfält för besökande i alla åldrar. Från början var Efteling en naturpark med lekplats och sagoland. 1981 öppnades den första berg- och dalbanan, som var dåtidens största berg- och dalbana byggd i stål i Europa.

## Parken idag
Parken täcker idag en yta på omkring 720 000 m². Den är uppdelad i fem temaområden. Den har 36 åkattraktioner, 6 berg- och dalbanor och 4 vattenattraktioner.

## Gäster och ekonomi
Efteling tar emot cirka 5 miljoner gäster årligen och har en omsättning på cirka 110 miljoner euro. Parken är öppen från januari till december. 